# Stadio Giuseppe Rizza
Lo stadio Giuseppe Rizza di Noto, già Polisportivo Giovanni Palatucci, è lo stadio comunale che ospita le partite casalinghe del Noto Calcio. Dal 2020 l'impianto è stato dedicato a Giuseppe Rizza, atleta netino con trascorsi nei campionati professionistici, morto all’età di 33 anni il 6 luglio 2020 a causa delle conseguenze di un'emorragia cerebrale che lo aveva colpito alcune settimane prima.

## La storia
Lo Stadio Giuseppe Rizza sorge in contrada Zupparda a meno di un chilometro dal centro abitato di Noto. La struttura venne dedicata inizialmente alla memoria di Giovanni Palatucci, ufficiale di polizia, insignito della medaglia al valor civile e del titolo di “servo di Dio” per aver tratto in salvo, durante la seconda guerra mondiale, più di 5000 persone dal regime nazi-fascista.

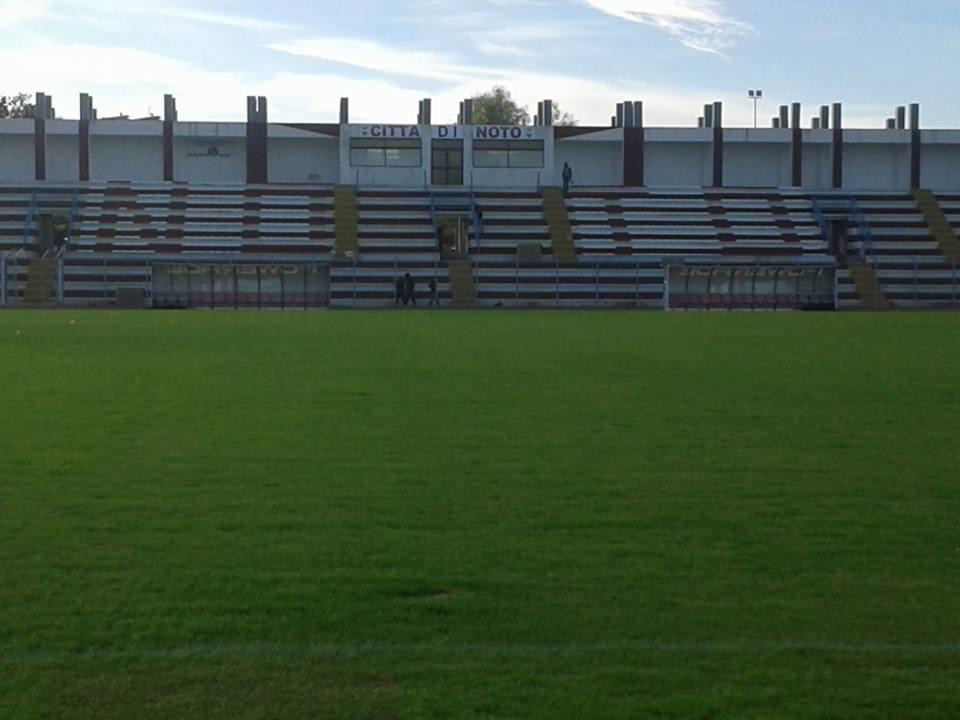
La tribuna centrale del Giuseppe Rizza

Avviati i lavori di costruzione nei primi anni '80 con i finanziamenti stanziati in vista dei mondiali di calcio italiani, la struttura però rimase incompleta ed inagibile per circa un ventennio. Dopo alcuni lavori di ristrutturazione, lo stadio venne inaugurato nel maggio del 2010. Dopo un breve periodo di inagibilità, tornò fruibile all’accesso degli spettatori durante la stagione 2015-2016 del campionato di Serie D, in occasione del derby contro il Siracusa, a distanza di quarantaquattro anni dal precedente.
All’interno del centro sportivo, oltre lo stadio, vi sono un campo da allenamento, una piscina, campi da tennis, basket e pallavolo, un crossdromo, una palazzina multi servizi e ampie aree di parcheggio interne ed esterne.

## Capienza
L’impianto ha una capienza complessiva di circa 3 000 spettatori, composta da un'ampia tribuna centrale scoperta e da una gradinata, quest’ultima adibita solitamente a settore ospiti con una capienza di circa 150 spettatori.